# Csorna
Csorna – miasto powiatowe na Węgrzech w Komitacie Győr-Moson-Sopron. Liczy 10 800 mieszkańców (2005).
W mieście rozwinął się przemysł spożywczy. Ośrodek turystyczno-uzdrowiskowy. W Csorna jest kąpielisko termalne oraz muzeum.